# 한국철도공사 7600호대 디젤 기관차
7600호대 디젤 기관차는 한국철도공사가 GE와 현대로템에서 2014년 도입한 디젤기관차다. GE의 수출용 모델인 PowerHaul을 현대로템이 면허생산하는 방식으로 제작되었다.

## 도입 배경
철도청에서는 2행정 기관으로 구동된 디젤 기관차를 1970~1980년대부터 차례대로 도입하였다. 1990~2000년대에 들어서 일부 차량들이 노후화나 사고 등으로 폐차하게 되어 필요한 동력차 수가 감소하는 어려움을 겪게 되자 한국철도공사는 VVVF 인버터를 이용한 효율적인 디젤기관차를 도입하였다. 2014년 6월부터 9월까지 총 25량을 도입해 운용을 개시하였다.

## 기술적 사양
7600호대 디젤 기관차는 대한민국의 특대형 디젤 기관차로는 최초로, 이전까지 도입되던 EMD사의 모델이 아닌 미국 GE사의 모델을 도입하였다. 영국, 터키, 호주 등지로 수출된 GE의 PowerHaul 모델을 대한민국 형식에 맞춰 제작하였다. 한국철도공사에서 처음으로 도입한 양쪽에 운전실이 있는 디젤 기관차 모델인데, 이는 종착역에서 전차대를 통해 차량의 앞뒤를 바꿔야 하는 불편함을 없앴다.

### 구동 방식
이전의 특대형 디젤 기관차는 엔진-발전기를 통해 나온 전기를 6개의 직류 직권전동기에 물리고 이것을 직렬-병렬의 조합을 바꾸는 방식으로 속도를 제어하였다. 그러나 이 차량은 효율이 좋은 교류 농형 3상 유도전동기를 사용하기 위해 VVVF 인버터를 채용해, 발전된 전기를 VVVF 인버터를 통해 3상 교류로 변환하여 유도전동기를 구동시킨다. PowerHaul 모델은 이전 동급 모델에 비해 약 9%의 연료절감 효과가 있으며, 발전 제동의 효율이 증가해 제동 성능 또한 증대되었다.

### 엔진
기존 기관차가 채용한 2행정 EMD 645 엔진에서 벗어나, 4행정의 터보 인터쿨러 엔진을 본격적으로 채용하였다. 이는 유로 3a등급 기준을 충족하고 있다.

## 현황
총 25량이 도입되었다.
| 차호   | 도입 시기  | 운행 중단 시기 | 비고                                                                            |
| ------ | ---------- | -------------- | ------------------------------------------------------------------------------- |
| 7601호 | 2014년 6월 | 운행 중        | 정선아리랑열차정선아리랑열차 전용기가 도입되기 전 임시 기관차로 운행한 적 있다. |
| 7602호 | 2014년 6월 | 운행 중        |                                                                                 |
| 7603호 | 2014년 6월 | 운행 중        |                                                                                 |
| 7604호 | 2014년 6월 | 운행 중        |                                                                                 |
| 7605호 | 2014년 7월 | 운행 중        |                                                                                 |
| 7606호 | 2014년 7월 | 운행 중        |                                                                                 |
| 7607호 | 2014년 7월 | 운행 중        |                                                                                 |
| 7608호 | 2014년 7월 | 운행 중        |                                                                                 |
| 7609호 | 2014년 7월 | 운행 중        |                                                                                 |
| 7610호 | 2014년 7월 | 운행 중        | 정선아리랑열차 전용기 였으나 다시 일반도색으로 변경되었다.                      |
| 7611호 | 2014년 7월 | 운행 중        |                                                                                 |
| 7612호 | 2014년 7월 | 운행 중        |                                                                                 |
| 7613호 | 2014년 8월 | 운행 중        |                                                                                 |
| 7614호 | 2014년 8월 | 운행 중        |                                                                                 |
| 7615호 | 2014년 8월 | 운행 중        |                                                                                 |
| 7616호 | 2014년 8월 | 운행 중        |                                                                                 |
| 7617호 | 2014년 8월 | 운행 중        |                                                                                 |
| 7618호 | 2014년 8월 | 운행 중        |                                                                                 |
| 7619호 | 2014년 8월 | 운행 중        |                                                                                 |
| 7620호 | 2014년 8월 | 운행 중        |                                                                                 |
| 7621호 | 2014년 8월 | 운행 중        |                                                                                 |
| 7622호 | 2014년 8월 | 운행 중        |                                                                                 |
| 7623호 | 2014년 9월 | 운행 중        |                                                                                 |
| 7624호 | 2014년 9월 | 운행 중        |                                                                                 |
| 7625호 | 2014년 9월 | 운행 중        |                                                                                 |

## 같이 보기
- 8500호대 전기 기관차 : 비슷한 시기에 도입된 화물용 전기기관차
- 7300호대 디젤 기관차
- 7400호대 디젤 기관차
- 7500호대 디젤 기관차
- 정선아리랑열차